# Штаталендорф
Штаталендорф (њем. Stadtallendorf) град је у њемачкој савезној држави Хесен. Једно је од 22 општинска средишта округа Марбург-Биденкопф. Према процјени из 2010. у граду је живјело 21.409 становника. Посједује регионалну шифру (AGS) 6534018.

## Географски и демографски подаци
Штаталендорф се налази у савезној држави Хесен у округу Марбург-Биденкопф. Град се налази на надморској висини од 256 метара. Површина општине износи 78,3 km². У самом граду је, према процјени из 2010. године, живјело 21.409 становника. Просјечна густина становништва износи 273 становника/km².

## Међународна сарадња
| Мјесто    | Држава               | Врста сарадње | Од    |
| --------- | -------------------- | ------------- | ----- |
| Сент Ајвс | Уједињено Краљевство | партнерство   | 1989. |
| Извор     |                      |               |       |